# Mars, Loire
Mars là một xã trong tỉnh Loire miền trung nước Pháp.